# Elevator Action
Elevator Action é um jogo para arcade lançado pela Taito em 1983, durante a "Era de ouro dos arcades". Inovador na jogabilidade, o jogo foi bastante popular por muitos anos.

## Jogabilidade
O jogador assume o papel de Agent 17, um espião que se infiltra em um prédio cheio de elevadores. Ele deve coletar documentos secretos do edifício e atravessar os 30 andares do prédio usando uma série cada vez mais complexa de elevadores. O jogador é perseguido por agentes inimigos que aparecem de dentro de portas fechadas. Esses agentes devem ser tratados através da força ou pela fuga. A conclusão bem sucedida de um nível envolve descer até a garagem do prédio, coletando todos os documentos secretos. Lá, um carro para fuga o espera. Nos pisos inferiores do edifício, os sistemas de elevadores são tão complexos que algumas habilidades para resolver puzzles serão necessárias.

## Versões
Como muitos jogos desta época, Elevator Action foi convertido para alguns sistemas domésticos em 1985 para uso pessoal: ZX Spectrum, Amstrad CPC, MSX, Commodore 64, Nintendo Entertainment System, Game Boy, e Sega SG-1000. A Sony publicou uma versão móvel do jogo. Em 5 de março de 2007, a versão NES de Elevator Action foi lançada no Virtual Console do Wii.
Uma versão para Atari 2600 foi desenvolvida e quase terminada, mas não chegou a ser lançada.

## Continuação
Elevator Action teve uma sequência chamada Elevator Action Returns (Elevator Action II nos EUA), lançada em 1995.